# 杨镰
杨镰（1947年2月26日—2016年3月31日），出生于上海市，籍贯辽宁省辽阳市，元代文学学者、新疆历史文化学者、探险家、作家。主要从事元代文学研究和新疆人文地理研究。1968年前往新疆维吾尔自治区，1975年，作为新疆大学中文系“工农兵大学生”毕业。1982年进入中国社会科学院文学研究所，先后任副研究员、研究员、博士生导师。兼任山西大学特聘教授，北京师范大学兼职教授、博士生导师，河南大学兼职教授、研究生导师等。有中华文学史料学会副会长兼秘书长、中国国家图书馆专家咨询委员、中国作家协会会员等头衔。
杨镰花费28年完成《全元诗》的编纂，也因为对郭沫若称为“无价之宝”的坎曼尔诗笺辨伪而名噪一时。杨镰30多年中数十次前往新疆，探查过小河墓地、北庭故城遗址等地，并出版有《最后的罗布人》《杨镰西域探险考察文集》等著作。同时，杨镰也是《走向地平线》等小说的作者。
2016年3月，杨镰在途径新疆维吾尔自治区昌吉回族自治州木垒哈萨克自治县时，因车祸逝世。

## 生平

### 早年经历
民国三十六年（1947年）2月26日，杨镰诞生于上海市。出生后不久杨镰随父母迁至香港。北平和平解放后，杨镰一家迁往北平市。此后，杨镰父亲杨晦在北京大学教书。杨镰先后在北京大学附属小学、北京大学附属中学、中国人民大学附属中学求学。杨镰高中毕业时逢文化大革命，“臭老九”家庭出身的杨镰只得在北京郊区工厂“义务劳动”。上山下乡运动时，杨镰本准备前往北大荒，但最终前往的是新疆维吾尔自治区哈密地区的伊吾军马场。:1-25

### 初往新疆
1968年3月，包括杨镰在内的北京知青们抵达伊吾军马场驻地——哈密地区松树塘。在伊吾军马场，杨镰从事过牧工、教师、农工、保管员、司务长等工作，闲时杨镰会读书、写作。期间与未来的妻子张颐青相识。1972年10月，杨镰作为百分之五的“可教育好的子女”，又以哈密地区最好成绩，成为新疆大学中文系的首届“工农兵大学生”，前往乌鲁木齐市。上学期间，杨镰不仅在学校学习，还趁着开门办学之际前往乌苏、库车。因此，杨镰开始关注和了解新疆历史和文化。1975年，杨镰从新疆大学毕业。:1-25
从新疆大学毕业的杨镰被分配至乌鲁木齐市六道湾煤矿，在煤矿团委、知青办等工作。1976年，杨镰与张颐青结婚。杨镰在煤矿一直工作到1981年，期间一直在创作小说。恢复研究生考试后，杨镰虽然几次备考北京大学研究生或北京师范大学研究生，但由于英语成绩不佳等原因未果。1981年，杨镰以专业课第一名的成绩被中国社会科学院文学研究所录取。:1-25

### 研究生涯
1982年，杨镰调往中国社会科学院文学研究所古代文学研究室。杨镰的研究方向初为唐代文学研究，参与包括《中国文学通史》（唐代卷）、《中国文学大辞典》在内的多个项目中。与此同时，杨镰以然继续自己的小说创作，其中中篇小说《走向地平线》获得《当代》杂志中篇小说奖。
1984年7月中到8月底，杨镰利用此获奖小说的奖金首次完成环游塔里木盆地考察。也是自此开始，杨镰计划完成考察博斯腾湖、楼兰故城遗址、通古斯巴西城址等新疆境内60个目标，并在未来30多年中数十次往返于新疆和北京。除了自己考察新疆外，也主持如1992年“环绕塔里木”国际学术考察、2001年“塔里木河下游科学考察”等学术考察活动。在新疆的调查研究中，杨镰关注的重点既包括新疆人文地理方向，也包括新疆探险史、环境等方向。中国中央电视台、北京电视台、新疆电视台、凤凰卫视等媒体介绍其成果。同时，杨镰主编如“探险与发现”等多套与新疆探险有关的丛书，出版于新疆人文地理相关的著述，也创作有《千古之谜》等小说。
1985年开始，杨镰的研究方向转向元代文学，在孙楷第的指导下，完成自己首部专著《贯云石评传》。杨镰的主要成果还包括主编《全元诗》等。杨镰与张颐青等人收集、整理元代诗，历时28年完成《全元诗》的编纂，全书68册，超2200万字。1990年，杨镰被评聘为副研究员。此后不久，杨镰因对郭沫若称为“无价之宝”的坎曼尔诗笺辨伪而轰动中国大陆学术界。1991年，杨镰在期刊《文学评论》上发表《〈坎曼尔诗笺〉辨伪》，从多个角度质疑该诗笺造假。因对坎曼尔诗笺的质疑，使杨镰与新疆社会科学院的一批学者交恶，不再往来。此后在中国社会科学院院内评奖时，杨镰也会遭到“外力”而落选。直到1997年，杨镰被评聘为研究员。
杨镰数次在罗布泊地区寻找小河墓地，但前几次均无结果。直到2001年1月，杨镰带领着中国社科院科考队重新找到小河墓地，并引发关注。2002年，杨镰被聘为博士研究生导师。此后，杨镰主持多个科研课题，如《元代文学编年史》《新疆绿洲文明调研》等。2007年开始，杨镰开始关注昌吉州的历史文化，探访北庭故城遗址等地。

### 意外逝世
2016年3月底，杨镰邀赴，前往吉木萨尔县参加“北庭历史文化”专题报告会，并前往伊吾县收集伊吾保卫战之材料。2016年3月31日，在途径木垒哈萨克自治县时，杨镰遭遇车祸，经抢救无效去世，终年69岁。2016年4月4日，杨镰的遗体告别仪式在乌鲁木齐市举行。杨镰葬于其知青时生活过的松树塘。

## 作品

### 学术作品
杨镰在元代文学方向编纂过《贯云石评传》（新疆人民出版社, 1983年）、《元西域诗人群体研究》（新疆人民出版社，1998年）、《元诗史》、（人民文学出版社，2003年）《元代文学编年史》（山西教育出版社，2005年）、《全元诗》（中华书局，2013年）等。参与校勘、整理元代文学文献《草堂雅集》（中华书局，2008年）、《张可久集校注》（浙江古籍出版社，1995年）等。发表《坎曼尔诗笺辨伪》《元佚诗研究》《元诗文献辨伪》等论文、著述。
在新疆历史文化方面著有、《发现西部》（新疆人民出版社，2000年）、《亲临秘境：新疆探险史图说》（新疆人民出版社，2003年）、《最后的罗布人》（北京航空航天大学出版社，2010年）、《寻找失落的西域文明》（北京航空航天大学出版社，2010年）、《黑戈壁》（北京航空航天大学出版社，2011年）、《杨镰西域探险考察文集》（新疆人民出版社，2015年）、《守望天山：杨增新与现代新疆》（新疆人民出版社，2015年）等著作，主编“西域探险考察大系”“探险与发现”“中国西部探险”等多部丛书。

### 文学影视
杨镰创作过的小说包括《千古之谜》（人民文学出版社, 1983年）、《走向地平线》（人民文学出版社，1985年）、《青春只有一次》（北京十月文艺出版社，1985年）、《生死西行》（人民文学出版社，2001年）、《天山虹》（新疆人民出版社，2010年）等。
杨镰参与过多部纪录片的拍摄，包括：《寻找小河》（1998年）、《于阗》（2001年）、《寻找消失的山国》（2006年）、《黑戈壁·黑喇嘛》（2008年）、《楼兰遗址》（2009年）、《重返罗布泊》（2014年）、《守望塔里木：凝固的河流》（2010年）、《神秘的楼兰》（2016年）等。